# Nissan Stagea
Nissan Stagea — універсал, заснований на платформі Nissan Skyline і створений компанією Nissan в 1996 році для конкуренції з Subaru Legacy Touring. Модель призначалася тільки для внутрішнього ринку Японії. Випускалося три різних серії цієї моделі: WC34 Series 1 з 1996 по кінець 1998 року, WC34 Series 2 з кінця 1998 по 2001 рік і серія M35с 2001 по 2007 рік.

## WC34

### Series 1
Найперший автомобіль Stagea розроблявся як пасажирський універсал класу L і був виконаний на платформі автомобіля Skyline 33-ї серії і мав спеціальну, мультиричажну конструкцію задньої підвіски. Його дебют відбувся в 1996 році. У той момент з японських машин конкуренцію йому могла скласти хіба що модель Mitsubishi Legnum. Тож не дивно, що задньопривідний, з незграбним кузовом, спортивного вигляду автомобіль Stagea став популярним.
Щоб підтвердити престижність цієї моделі, розробники оснастили всі категорії машини 6-циліндровим двигуном серії RB. Для машин низької категорії це був мотор з робочим об'ємом в 2,0 літри і одним розподільним валом (SOHC), на автомобілі стандартної категорії ставили 2,5 літровий двигун DOHC. І нарешті, в машині найвищої категорії вирішено було використовувати мотор «турбо» з робочим об'ємом 2,5 літра, який розвивав потужність в 235 к.с. Спочатку всі машини з двигуном «турбо» мали тільки повний привід системи Attesa 4WD з синхронизирующим пристроєм.

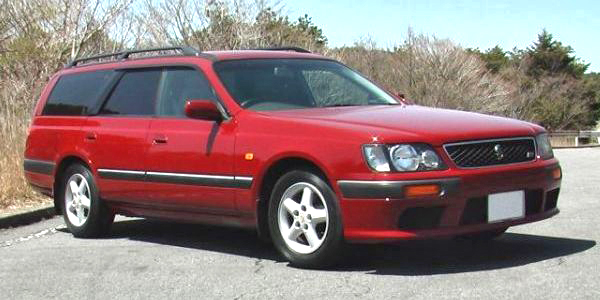
Stagea WC34 (1996–1998)
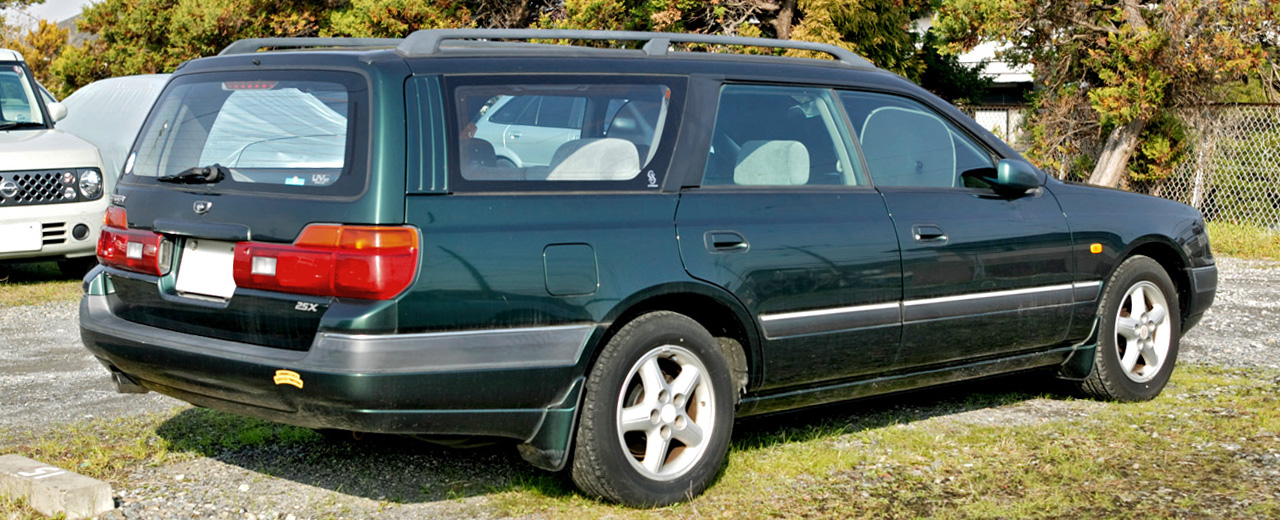
Stagea WC34 (1996–1998)

### Series 2
В 1998 році модель піддалася частковій модернізації, в результаті чого трохи змінився зовнішній вигляд. Зокрема, в передню решітку були вставлені круглі протитуманні фари. Але крім цього були прийняті ряд заходів щодо вдосконалення двигуна. Двигун, який мав простий впуск, був доповнений системою NEO, а потужність «турбо»-двигуна збільшилася до 280 к.с. На модифікаціях з повним приводом стали ставити 5-ступінчасту ручну коробку передач. Крім того, з'явилася версія з двигуном «турбо» і заднім приводом. Завдяки зусиллям компанії Autech Japan модель 260RS зовні стала вилитою копією машини Skyline GT-R, якщо не дивитися назад і не бачити, що перед вами універсал.

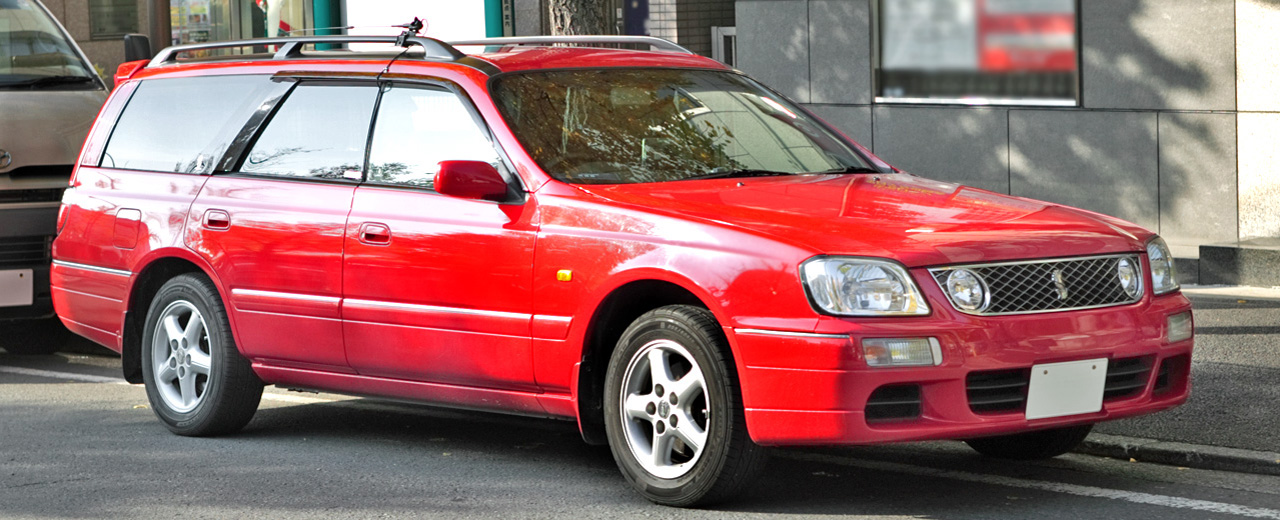
Stagea WC34 (1998–2001)
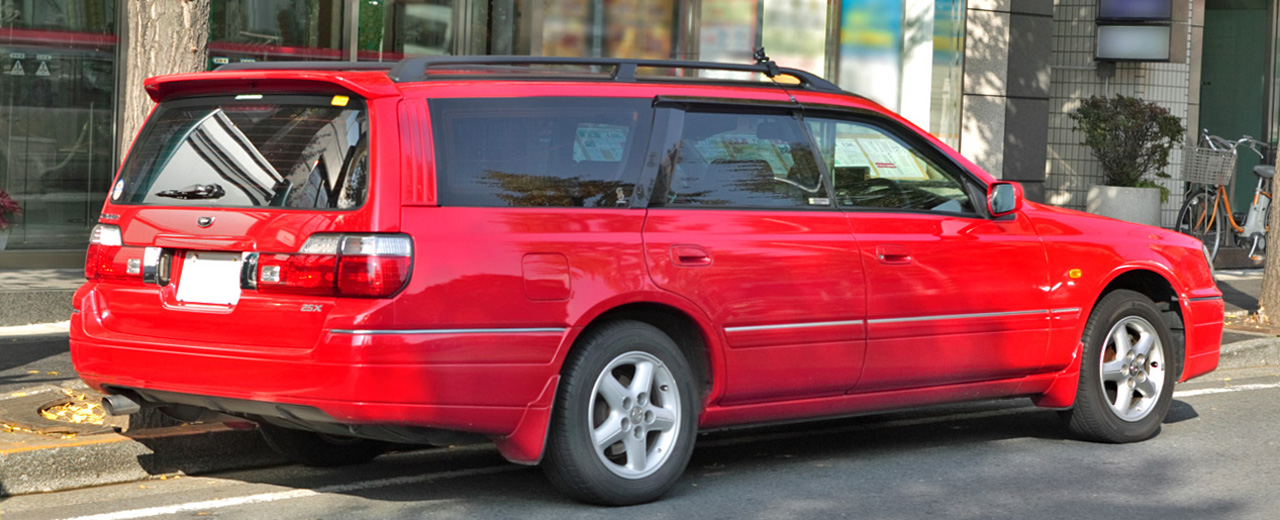
Stagea WC34 (1998–2001)

### Двигуни
- 2.0 L RB20E I6 130 к.с.
- 2.0 L RB20DE I6 155 к.с.
- 2.5 L RB25DE I6 190/200 к.с.
- 2.5 L RB25DET I6 Turbo 235 к.с.
- 2.6 L RB26DETT I6 Twin Turbo (тільки 260RS) 280 к.с.

## WC35
Дебют Stagea другого покоління відбувся в 2001 році. У цій машині зроблена спроба перейти на нову задньоприводну платформу, яка розроблена під 6-циліндровий V-подібний двигун (так звана компоновка «FM package»). Таке нововведення збільшило комфорт і безпеку їзди, зробило салон більш просторим, а багажне відділення більш практичним. Всі ці переваги присутні в автомобілі модифікації Premium Sport Wagon. Її можна навіть назвати універсалом модельного ряду Skyline серії V35.
Позитивна сторона: плавний хід і стійкість. Це стало можливим завдяки амортизаторам, оснащеним пристроєм, який зрізає низькоамплітудні коливання. Задня підвіска - спеціальної конструкції для кузова типу «універсал», багатоважільна.
На всіх машинах цього покоління встановлюються 6-циліндровий мотор серії VQ з V-подібним розташуванням циліндрів, а не морально застарілі двигуни RB серії. Його робочий об'єм - 2,5 або 3,0 літри. Можна вибрати модифікацію з 2,5-літровим двигуном «турбо», який може розвинути потужність 280 к.с. Отримала подальше удосконалення і система повного приводу. Тепер вона - система Attesa E-TS зі «сніговою» синхронізатором. Це дозволяє машині більш впевнено триматися на слизькій дорозі.
У салоні автомобіля 300RX встановлюють в порядку стандартній комплектації потужні акустичні колонки, які працюють в поєднанні з музичним центром BOSE. У модельному ряду з'явилася нова модифікація - автомобіль серії AR-X, який тяжіє до класу SUV. Він має збільшений дорожній просвіт і обтічники крил, які візуально розширюють машину.

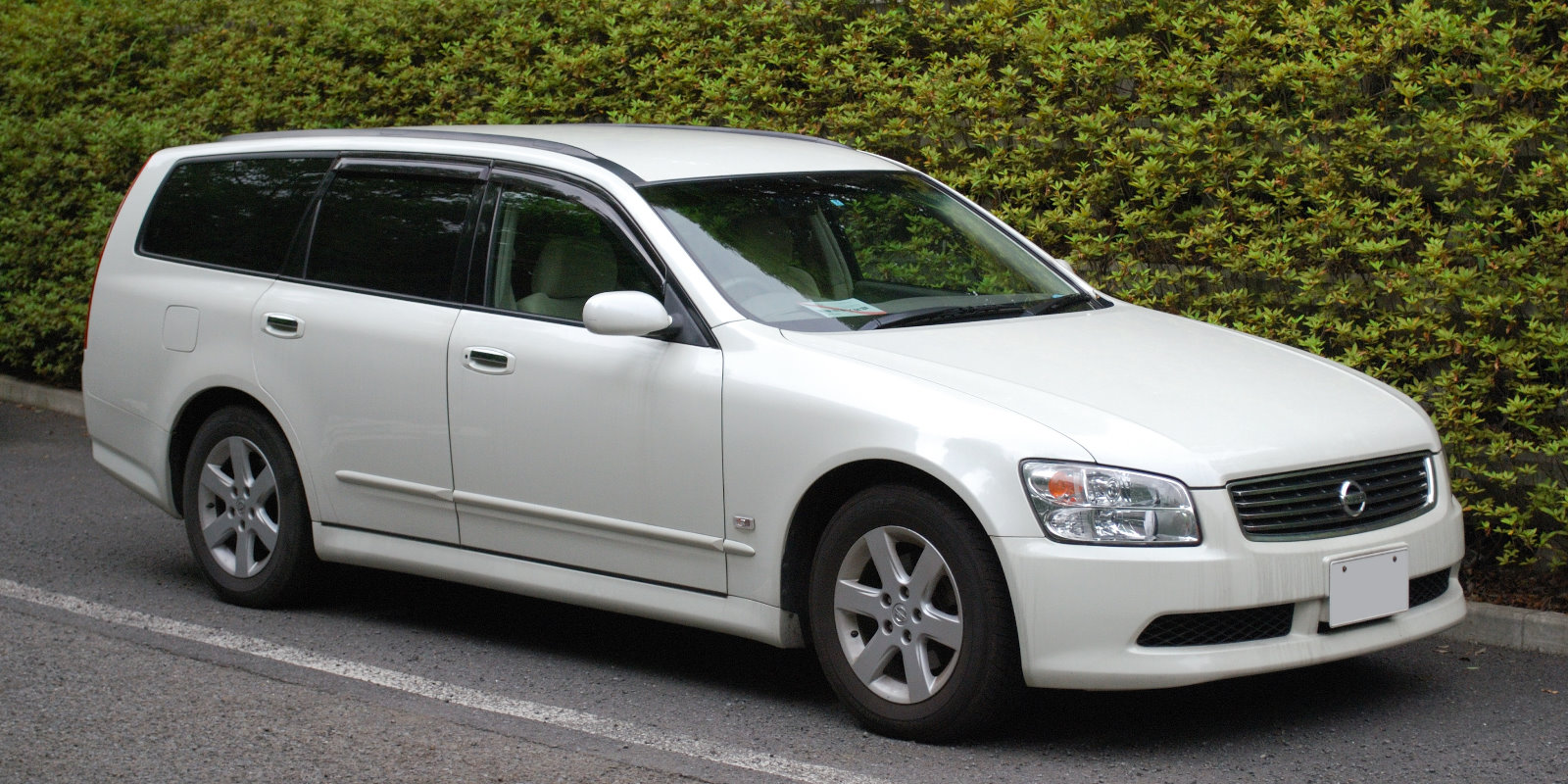
Stagea WC35 (2001–2007)
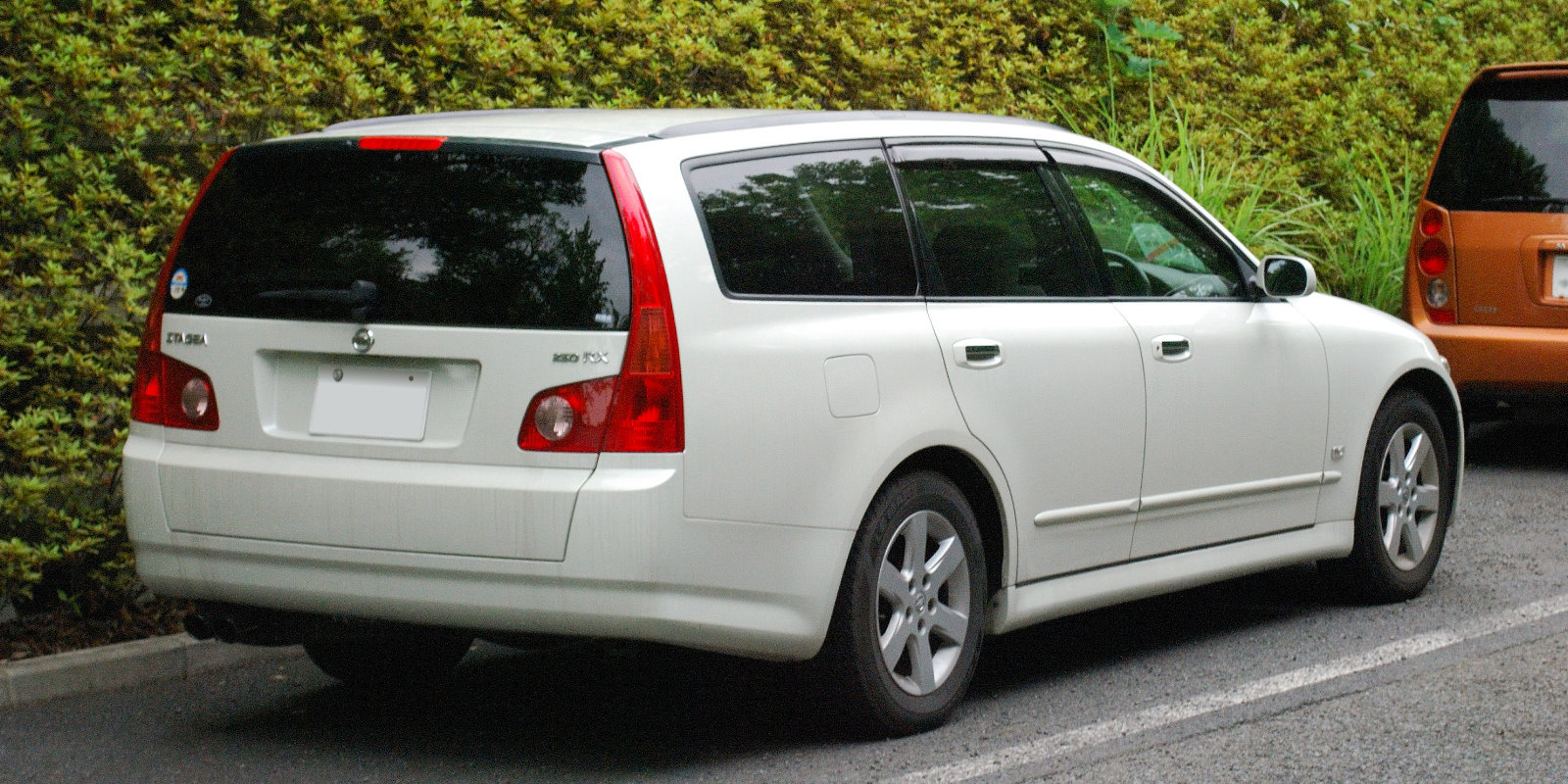
Stagea WC35 (2001–2007)
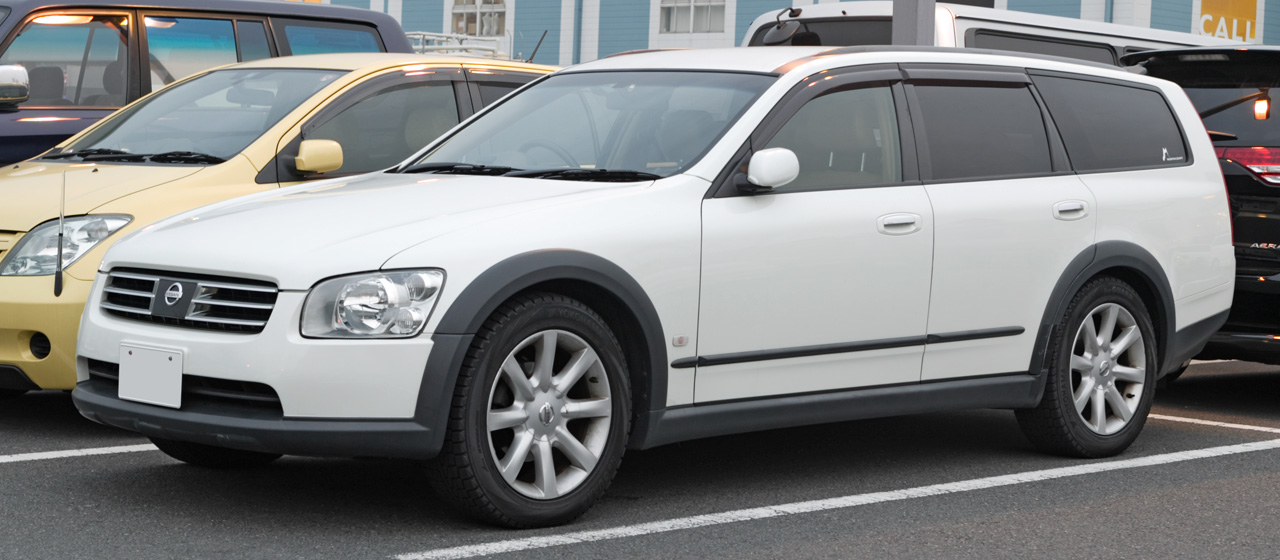
Nissan Stagea M35 AR-X Four

### Двигуни
- 2.5 L VQ25DD V6 215 к.с.
- 2.5 L VQ25DET V6 Turbo 280 к.с.
- 2.5 L VQ25HR V6
- 3.0 L VQ30DD V6 260 к.с.
- 3.5 L VQ35DE V6 272 к.с.
- 3.5 L VQ35HR V6 280 к.с.